# Stefano Lambri

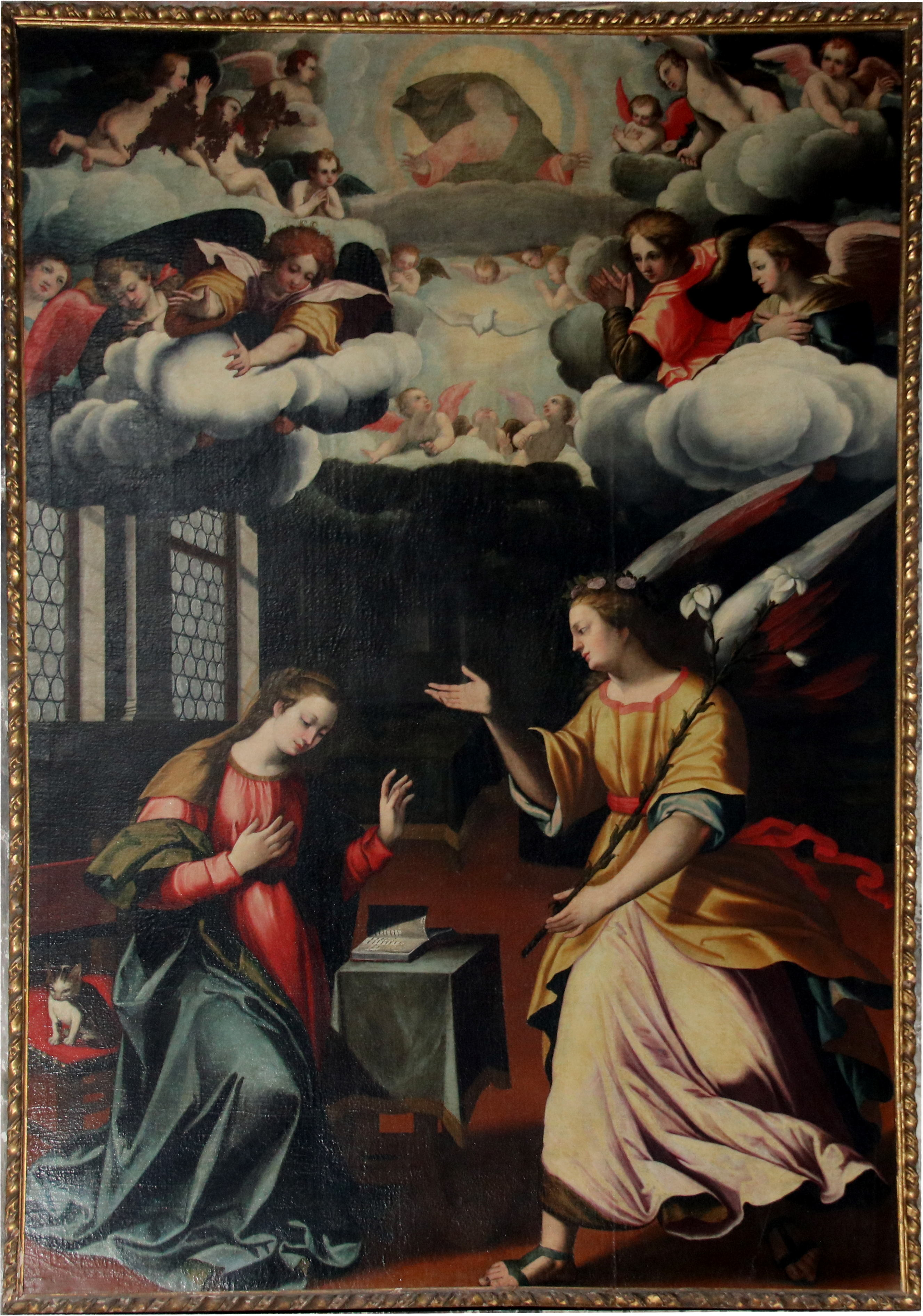
Annunciazione

Stefano Lambri (fl. XVII secolo) è stato un pittore italiano.

## Biografia
Si formò con Giovanni Battista Trotti e si concentrò la sua produzione su pittura storica e ritratti. Nel 1628 dipinse, per la Chiesa domenicana di Cremona, un quadro raffigurante San Guglielmo e San Luigi Bertrand.